# Nordvågen
Nordvågen este o localitate din comuna Nordkapp, provincia Finnmark, Norvegia, cu o suprafață de 0,2 km² și o populație de 409 locuitori (2013).